# Незаразни болести
Незаразните болести (на английски: A non-communicable disease) или NCD представляват състояния или заболявиня на организма, протичащи за дълъг период от време и като цяло прогресиращи бавно. Те включват болести на сърдечно-съдовата система, инсулт, рак, астма, диабет, хронични бъбречни заболявания, остеопороза, болест на Алцхаймер, катаракти и др. Макар и често да се споменават като „хронични заболявания“, NCDs се отличават с неинфекциозни причинители, за разлика от някои хронични заболявания като ХИВ/СПИН, а също и трайни заболявания причинени от трансмисивни инфекции. Характерното за тях е, че те също се нуждаят от постоянни медицински грижи.
Световната здравна организация съобщава, че NCD е един от водещите причинители за смъртността в света, предизвиквайки над 60% от всички смъртни случаи. От 35 милиона души, починали от NCDs през 2005 г., половината са на възраст под 70, като половина са жени. От 57 милиона смъртни случаи през 2008 г., 36 милиона са предизвикани от NCDs . Това представлява приблизително 63% от всички смъртни случаи по целия свят. Рискови фактори като личностно обкръжение, начин на живот и околната среда са определящите фактори предизвикващи NCD. Всяка година, най-малко 5 милиона души умират от тютюнопушене, а 2,8 млн. от наднормено тегло. Високите стойности на холестерола са причинили около 2,6 милиона смъртни случая, а 7,5 милиона умират от високо кръвно налягане. До 2030 г. се очаква смъртните случаи, дължащи се на хронични NCDs да нараснат до 52 милиона годишно, докато смъртните случаи, причинени от инфекциозни заболявания се очаква да намалеят до 7 милиона души годишно през същия период..